# American Music Awards
Ameriške glasbene nagrade (AMA, American Music Awards) so obletna podelitev nagrad, namenjena glasbenikom. Nastala je leta 1973, ko je mreža ABC izgubila pogodbo za predvajanje grammyjev  . Podelitev se razlikuje od grammyev, saj se ne izbira zmagovalcev po ključu glasov članov akademije, temveč se zbira glasove javnosti, ki glasujejo preko glasovnic v prodajalnah glasbe, preko pošte, zdaj preko ankete na spletni strani.  Med največ odlikovanimi spada Michael Jackson, skupina Alabama in Whitney Houston.